# Circonscription de Lalor
La circonscription de Lalor est une circonscription électorale australienne dans la banlieue de Melbourne au Victoria. La circonscription a été créée en 1949. Elle est située dans la banlieue ouest de Melbourne et abrite les localités de Werribee, Melton, Hoppers Crossing, Laverton et Point Cook.
La circonscription a été créée lors du redécoupage de la carte électorale du 11 mai 1949 et le siège attribué à l'élection fédérale de 1949. Elle porte le nom de Peter Lalor, le leader des mineurs lors de la grève Eureka en 1854 et ancien membre de l'Assemblée législative du Victoria. 
Julia Gillard, Premier ministre d'Australie entre 2010 et 2013, a occupé la circonscription de 1998 à 2013. Elle avait été précédemment détenue par Barry Jones, ancien ministre des Sciences de Bob Hawke et président national du parti travailliste et par Jim Cairns, ancien ministre des Finances et vice-premier ministre de Gough Whitlam. C'est la seule circonscription fédérale à avoir eu son siège occupé par deux vice-premiers ministres (Gillard et Whitlam).

## Représentants
| Nom           | Parti        | Période de mandat |
| ------------- | ------------ | ----------------- |
| Reg Pollard   | Travailliste | 1949–1966         |
| Mervyn Lee    | Libéral      | 1966–1969         |
| Jim Cairns    | Travailliste | 1969–1977         |
| Barry Jones   | Travailliste | 1977–1998         |
| Julia Gillard | Travailliste | 1998–2013         |
| Joanne Ryan   | Travailliste | 2013–en cours     |